# The First Law (film 1914 Biograph)
The First Law è un cortometraggio muto del 1914. Il nome del regista non viene riportato nei credit del film.

## Trama
Dopo la morte di suo padre, ucciso incidentalmente durante una lite con il padre di Bud a causa di un confine contestato, John giura di vendicarsi. Le strade dei due giovani divergono: John studia medicina, Bud diventa geometra. Un giorno, John capita in un campo di minatori e si innamora di una ragazza che scopre essere la fidanzata di Bud.

## Produzione
Il film fu prodotto dalla Biograph Company.

## Distribuzione
Distribuito dalla General Film Company, il film - un cortometraggio in una bobina - uscì nelle sale cinematografiche statunitensi il 15 ottobre 1914.